# Nitrosamina

Estructura del grupo nitrosamina.

Las nitrosaminas son compuestos químicos cuya estructura química es R1N(-R2)-N=O. 
La mayoría de las nitrosaminas son carcinógenas.

## Formación
Las nitrosaminas son compuestos orgánicos que generalmente se originan por la reacción de una amina secundaria con nitritos en un medio muy ácido. Su formación se ve favorecida por la temperatura elevada.
Bajo condiciones ácidas, los nitritos forman ácido nitroso (HNO2), que se protona y se fragmenta generando agua y el catión nitrosonio N≡O+:
HNO2 + H+ → H2NO2+ → H2O + NO+.
Posteriormente el catión nitrosonio puede reaccionar con una amina, y se producirá la nitrosamina.
La presencia de nitrosaminas se puede identificar mediante la reacción de Liebermann.

## Presencia

### Alimentos
Las proteínas contienen aminas secundarias, por lo que pueden formarse nitrosaminas si reaccionan con  nitritos en condiciones ácidas, como el medio gástrico. Las temperaturas relativamente altas, como las ocasionadas al freír, también facilitan la formación de nitrosaminas. Por ello, un exceso de frituras en la dieta puede contribuir a la aparición de miles de casos de cáncer de colon cada año en todo el mundo. 
Las nitrosaminas se encuentran en muchos alimentos, especialmente productos cárnicos en los que se han utilizado nitritos como  conservante. Los diferentes gobiernos han establecido límites a la cantidad de nitritos empleados en los productos cárnicos para disminuir el riesgo de cáncer en la población. También hay normas para regular las cantidades de ácido ascórbico o compuestos relacionados que pueden añadirse a la carne, porque inhiben la formación de nitrosaminas. En el caso de la cerveza, la mayoría  de las fabricadas en la década de 1990 las contenían en cantidades significativas, producidas en el  tostado de la malta. Los cambios introducidos en este proceso consiguieron que ya hacia el año 2000 solamente  el 1% de las maltas contuvieran niveles significativos

### Productos de consumo
Pueden hallarse nitrosaminas en productos de látex: tanto globos como condones pueden liberar pequeñas cantidades de nitrosaminas.
Sin embargo, tales cantidades no son suficientemente altas para ser significativamente tóxicas.
Las nitrosaminas se pueden encontrar en el humo de tabaco, en el tabaco de mascar y en mucho menor grado en los snus (127,9 ppm para el tabaco de mascar americano frente a 2.8 ppm en los snus suecos.)

## Nitrosaminas y cáncer
En 1956, dos científicos británicos, John Barnes y Peter Magee, informaron que la dimetilnitrosamina producía tumores de hígado en ratas. Se emprendió la investigación y alrededor del 90% de los compuestos con grupo nitrosamina fueron considerados carcinógenos.
En la década de 1970 aumentó la frecuencia de cáncer de hígado en animales de granja de Noruega. Estos animales se habían alimentado con arenques, que estaban conservados con nitrito de sodio. El nitrito de sodio había reaccionado con la  dimetilamina en el pescado y producido dimetilnitrosamina.
Las nitrosaminas pueden causar cáncer en una amplia variedad de especies animales, una característica que sugiere que también pueden ser carcinógenos en humanos. "Hasta el presente, las evidencias epidemiológicas disponibles a partir de estudios de control de casos sobre la ingesta de nitritos y nitrosaminas confirma una asociación positiva con el riesgo de cáncer gástrico. La evidencia en relación con el cáncer de esófago es insuficiente."

## Ejemplos de nitrosaminas
| Nombre de la substancia                       | CAS #      | Sinónimos | Fórmula molecular | Apariencia física       | Categoría de carcinogenicidad             |
| --------------------------------------------- | ---------- | --- | ----------------- | ----------------------- | ----------------------------------------- |
| N-nitrosonornicotina                          | 16543-55-8 | NNN | C9H11N3O          | Líquido oleoso amarillo |                                           |
| 4-(metilnitrosamino)-1-(3-piridil)-1-butanona | 64091-91-4 | NNK, 4'-(nitrosometilamino)-1-(3-piridil)-1-butanona                                                                             | C10H13N3O2        |                         |                                           |
| N-nitrosodimetilamina                         | 62-75-9    | dimetilnitrosamina, N,N-dimetilnitrosamina, NDMA, DMN                                                                            | C2H6N2O           | Líquido amarillo        | EPA-B2; IARC-2A; OSHA Carcinógeno; TLV-A3 |
| N-nitrosodietilamina                          | 55-18-5    | dietilnitrosamida, dietilnitrosamina, N,N-dietilnitrosamina, N-etil-N-nitrosoetanamina, dietilnitrosamina, DANA, DENA, DEN, NDEA | C4H10N2O          | Líquido amarillo        | EPA-B2; IARC-2A                           |
| 4-(metilnitrosamino)-1-(3-piridil)-1-butanol] | 76014-81-8 | NNAL |                   |                         |                                           |
| N-nitrosoanabasina                            | 37620-20-5 | NAB |                   |                         | IARC-3                                    |
| N-nitrosoanatabina                            | 71267-22-6 | |                   |                         | IARC-3                                    |